# Rinus van Kalmthout
Rinus van Kalmthout (Hoofddorp, 11 september 2000), is een Nederlands autocoureur. Vanaf 2017 is hij actief in de Verenigde Staten onder de naam Rinus VeeKay, waar hij in 2018 het Pro Mazda Championship won. Vanaf 2020 is Van Kalmthout actief in de IndyCar Series voor het team van Ed Carpenter Racing. 
Rinus is de zoon van ondernemer Marijn van Kalmthout, die eveneens als coureur actief is.

## Seizoen 2020
De debuutrace van Van Kalmthout in de Indycar-klasse verliep niet soepel. Hij kwam in de rookietraining in aanraking met de muur, waardoor hij niet deel kon nemen aan de kwalificatie. Ook in de race zelf behaalde Van Kalmthout geen succes, na de controle over de auto kwijt te zijn geraakt spinde hij en kwam vervolgens in aanraking met mede-rookie Álex Palou.
De tweede race van het seizoen op de Indianapolis Road Course verliep een stuk beter voor Van Kalmthout: na een inhaalrace eindigt hij op plek 5.
De derde en vierde race werden verreden op het Road America als een zogenoemde "double header". Van Kalmthout eindigde in de derde race op de dertiende plek en in de vierde race op de veertiende plek.
Bij zijn eerste Indy 500 moest hij na een sterke kwalificatie en goed begin van de race, genoegen nemen met een twintigste positie. Zijn eerste poleposition behaalde Van Kalmthout tijdens de kwalificatie van de Harverst GP. In deze race rijdt Van Kalmthout ook voor het eerst een ronde aan de leiding én pakt hij zijn eerste podiumplaats. Ondanks een zeventiende plaats in de volgende race wint hij, met nog één race te gaan, het Rookie of the Year-klassement.

### 2020 Indy 500
Voorafgaand aan de Indy 500 verraste Van Kalmthout door zich als enige coureur met een Chevrolet-motor bij de 'fast nine' te kwalificeren. In die fast nine weet hij zich als snelste rookie als vierde te kwalificeren.
Van Kalmthout finishte uiteindelijk als twintigste.

## Resultaten

### Juniorenklassen

#### USF2000 National Championship
| Jaar | Team                  | 1     | 2     | 3     | 4     | 5     | 6     | 7     | 8     | 9     | 10    | 11    | 12    | 13    | 14    | Pos. | Punten |
| ---- | --------------------- | ----- | ----- | ----- | ----- | ----- | ----- | ----- | ----- | ----- | ----- | ----- | ----- | ----- | ----- | ---- | ------ |
| 2017 | Pabst Racing Services | STP 3 | STP 2 | BAR 3 | BAR 4 | IMS 6 | IMS 2 | ROA 1 | ROA 1 | IOW 2 | TOR 3 | TOR 2 | MDO 3 | MDO 2 | WGL 1 | 2e   | 344    |

#### Pro Mazda Championship
| Jaar | Team          | 1     | 2     | 3     | 4     | 5     | 6      | 7     | 8     | 9     | 10    | 11    | 12    | 13    | 14    | 15    | 16    | Pos. | Punten |
| ---- | ------------- | ----- | ----- | ----- | ----- | ----- | ------ | ----- | ----- | ----- | ----- | ----- | ----- | ----- | ----- | ----- | ----- | ---- | ------ |
| 2018 | Juncos Racing | STP 1 | STP 1 | BAR 5 | BAR 4 | IMS 3 | IMS 14 | LOR 4 | ROA 5 | ROA 5 | TOR 1 | TOR 1 | MDO 1 | MDO 1 | GMP 1 | POR 2 | POR 2 | 1e   | 412    |

#### Indy Lights
| Jaar | Team          | 1     | 2     | 3      | 4      | 5     | 6     | 7      | 8     | 9     | 10    | 11    | 12    | 13    | 14    | 15    | 16    | 17    | 18    | Pos. | Punten |
| ---- | ------------- | ----- | ----- | ------ | ------ | ----- | ----- | ------ | ----- | ----- | ----- | ----- | ----- | ----- | ----- | ----- | ----- | ----- | ----- | ---- | ------ |
| 2019 | Juncos Racing | STP 5 | STP 1 | COTA 2 | COTA 4 | IMS 3 | IMS 1 | INDY 3 | RDA 7 | RDA 1 | TOR 2 | TOR 7 | MDO 3 | MDO 3 | GIR 2 | POR 1 | POR 2 | LAG 1 | LAG 1 | 2e   | 465    |

#### Asian F3 Winter Series
| Jaar | Team             | 1   | 2   | 3   | 4    | 5    | 6    | 7    | 8    | 9    | Pos. | Punten |
| ---- | ---------------- | --- | --- | --- | ---- | ---- | ---- | ---- | ---- | ---- | ---- | ------ |
| 2019 | Dragon Hitech GP | CHA | CHA | CHA | SEP1 | SEP1 | SEP1 | SEP2 | SEP2 | SEP2 | 1e   | 184    |
| 2019 | Dragon Hitech GP | 1   | 1   | 3   | 1    | 1    | 2    | 6*   | 3**  | 3**  | 1e   | 184    |

* Als zesde gefinisht, maar punten ontvangen voor plek drie wegens niet-kampioenschapsrijders. 
** Als derde gefinisht, maar punten ontvangen voor plek twee wegens niet-kampioenschapsrijders.

### IndyCar Series
| Kleur       | Resultaat                                             |
| ----------- | ----------------------------------------------------- |
| Goud        | Winnaar                                               |
| Zilver      | 2e plaats                                             |
| Brons       | 3e plaats                                             |
| Groen       | 4e & 5e plaats (Top 5)                                |
| Lichtblauw  | 6e - 10e plaats (Top 10)                              |
| Donkerblauw | Gefinisht buiten top 10                               |
| Paars       | Niet gefinisht (DNF)                                  |
| Paars       | Niet geklasseerd (NC)                                 |
| Rood        | Niet gekwalificeerd (DNQ)                             |
| Zwart       | Gediskwalificeerd (DSQ)                               |
| Wit         | Niet gestart (DNS)                                    |
| Blanco      | Niet deelgenomen                                      |
| Blanco      | Gewond (INJ)                                          |
| Blanco      | Uitgesloten (EX)                                      |
| Blanco      | Teruggetrokken/Niet deelgenomen (ND)                  |
| Vetgedrukt  | Poleposition ( +1 punt)                               |
| Cursief     | Snelste ronde                                         |
| *           | Meeste ronden aan leiding ( +1 extra punt)            |
| L           | Ronde(n) aan de leiding (+1 punt)                     |
| 1e-9e       | Uitslag fast nine Indy500 kwalificatie (+ 9-1 punten) |

| Seizoen | Inschrijving | Team                | 1      | 2       | 3       | 4       | 5       | 6         | 7        | 8      | 9     | 10      | 11     | 12      | 13     | 14     | 15     | 16     | 17     | Pos | Punten |
| ------- | ------------ | ------------------- | ------ | ------- | ------- | ------- | ------- | --------- | -------- | ------ | ----- | ------- | ------ | ------- | ------ | ------ | ------ | ------ | ------ | --- | ------ |
| 2020    | #21          | Ed Carpenter Racing | TEX22  | IMS1 5  | RDA1 13 | RDA2 14 | IOW1 19 | IOW2 17   | INDY 204 | GAT 6  | GAT 4 | MDO 8   | MDO 11 | IMS 3L  | IMS 17 | STP 15 |        |        |        | 14e | 289    |
| 2021    | #21          | Ed Carpenter Racing | ALA6L  | STP9    | TEX20   | TEX9L   | IMS1L   | INDY83L   | DET2     | DET18  | RDA   | MDO16   | NSH24  | IMS24   | GAT21  | POR17  | LAG18  | LBH25  |        | 12e | 308    |
| 2022    | #21          | Ed Carpenter Racing | STP 6L | TEX 10L | LBH 13  | ALA 3L* | IMS1 23 | INDY 333L | DET 16   | RDA 17 | MDO 4 | TOR 13L | IOW1 4 | IOW2 19 | IMS2 6 | NSH 12 | GAT 26 | POR 20 | LAG 14 | 12e | 331    |
| 2023    | #21          | Ed Carpenter Racing | STP21  | TEX11   | LBH26   | ALA16   | IMS13   | INDY102L  | DET18    | RDA12  | MDO15 | TOR13   | IOW117 | IOW218  | NSH14  | IMS11  | GAT11  | POR6   | LAG18  | 14e | 277    |
| 2024    | #21          | Ed Carpenter Racing | STP8   | LBH14   | ALA17   | IMS26   | INDY97L | DET14     | RDA24    | LAG26  | MDO19 | IOW15   | IOW29  | TOR8    | GAT10  | POR11  | MIL114 | MIL27  | NSH12  | 13e | 300    |

#### Indianapolis 500[6]
| Jaar | Chassis | Motorleverancier | Start | Finish | Team                |
| ---- | ------- | ---------------- | ----- | ------ | ------------------- |
| 2020 | Dallara | Chevrolet        | 4     | 20     | Ed Carpenter Racing |
| 2021 | Dallara | Chevrolet        | 3     | 8      | Ed Carpenter Racing |
| 2022 | Dallara | Chevrolet        | 3     | 33     | Ed Carpenter Racing |
| 2023 | Dallara | Chevrolet        | 2     | 10     | Ed Carpenter Racing |
| 2024 | Dallara | Chevrolet        | 7     | 9      | Ed Carpenter Racing |